# Chat

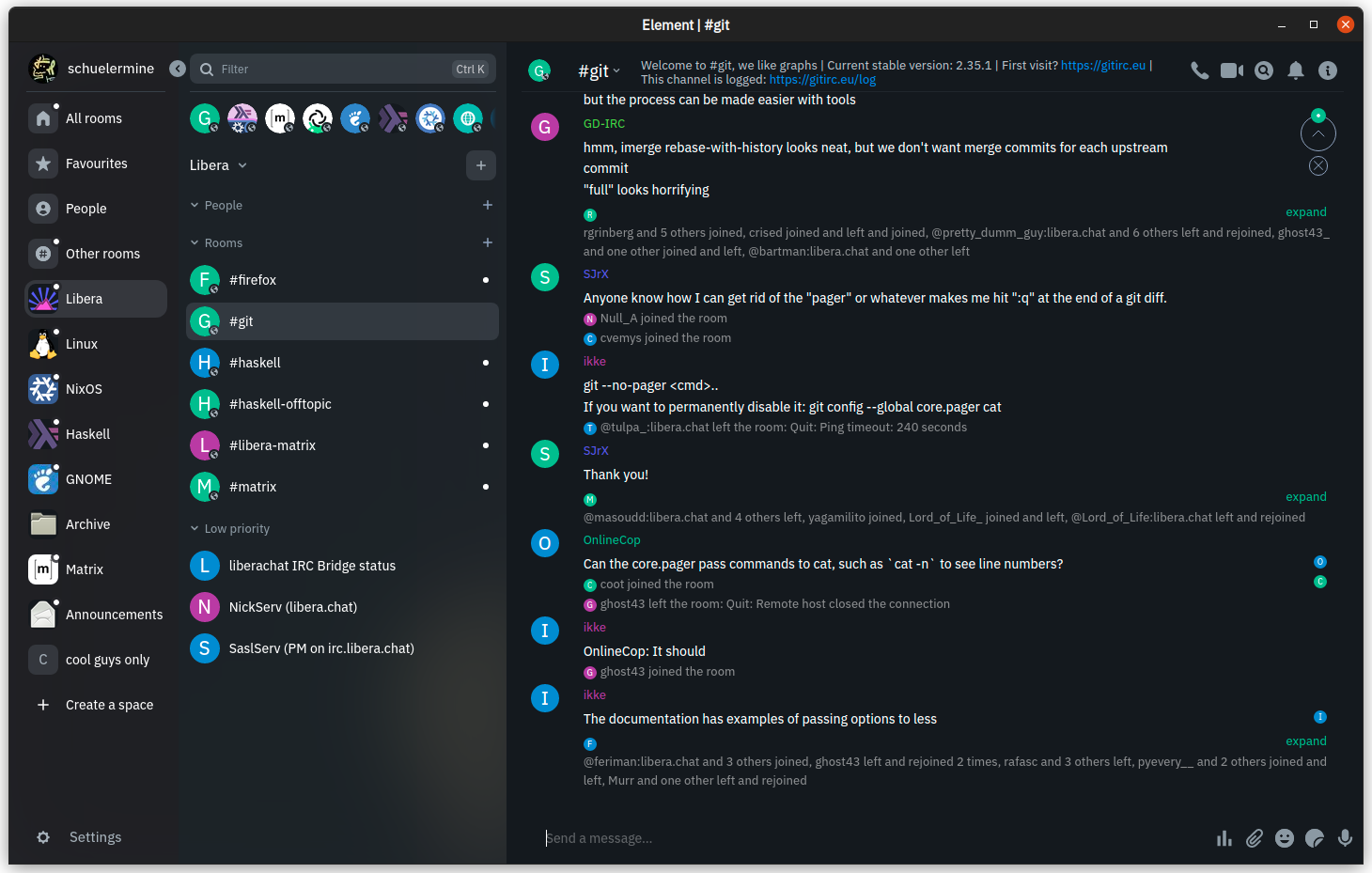
Representação de um chat web

Um chat (pronunciado /ʃat(ʃ)/, literalmente "conversação", ou informalmente no Brasil "bate-papo") um local usado para conversar via internet em tempo real com pessoas que estão distantes. É um estrangeirismo que designa aplicações de conversação em tempo real, que abrange programas de IRC, conversação em páginas web, mensageiros instantâneos.
Os aplicativos de bate-papo, na grande maioria das vezes, não se limitam apenas em escrita, também é possível a troca de imagens, vídeos, áudios, arquivos e, algumas vezes, chamadas de áudio ou chamadas de áudio e vídeo (video-chamada).

## História
O primeiro sistema de chat online é chamado de Talkomatic, criado por Doug Brown e David R. Woolley em 1973 no PLATO System na Universidade de Illinois oferecia vários canais, cada um dos quais podia acomodar até cinco pessoas, com as mensagens aparecendo nas telas de todos os usuários, caractere por caractere, à medida que eram digitadas. O Talkomatic era muito popular entre os usuários do PLATO em meados da década de 1980. Em 2014, Brown e Woolley lançaram uma versão do Talkomatic baseada na Web.
O primeiro sistema on-line a usar o comando real “chat” foi criado para o The Source em 1979 por Tom Walker e Fritz Thane of Dialcom, Inc.
O primeiro bate-papo transatlântico pela Internet ocorreu entre Oulu, na Finlândia, e Corvallis, no Oregon, em fevereiro de 1989.
O primeiro serviço de bate-papo on-line dedicado e amplamente disponível para o público foi o CompuServe CB Simulator, em 1980 criado por executivo da CompuServe Alexander "Sandy" Trevor em Columbus, Ohio.

## Software e protocolos
- Internet Relay Chat (IRC)
- AOL Instant Messenger (AIM)
- ChatPoint
- Chatroulette
- Discord
- Gadu-Gadu
- Facebook Messenger
- Felizes
- Google Talk (Gtalk) / Hangouts / Chat
- Grunhido
- ICQ (OSCAR)
- iMessage (iOS) e iChat/Mensagens (macOS)
- Instagram Direct (direct messages ou DMs)
- Jabber (XMPP)
- MUD
- Pichat (Java/Flash)
- QQ
- Signal
- SILC
- Skype
- TeamSpeak (TS)
- Telegram
- Twitter
- Viber
- WeChat
- WhatsApp
- Wikia
- Windows Live Messenger (MSN Messenger)
- Yahoo! Messenger
- Terrachat (Java/Flash)
- xat